# Heterometrus nepalensis
Heterometrus nepalensis ist ein nepalesischer Skorpion der Familie Scorpionidae.

## Beschreibung
Der Holotypus ist ein 83 Millimeter langer adulter männlicher Skorpion, und damit im Vergleich zu anderen Arten der Gattung Heterometrus eher klein. Er hat eine einheitlich rötlich-schwarze Farbe, nur das Telson ist heller, und die Kämme des Kammorgans gelb. Die Oberfläche des Carapax ist glatt, an den Rändern befinden sich Granulen. Die Kämme des Kammorgans haben 14 und 15 Zähne. Die Chelae der Pedipalpen sind lappenförmig, behaart und mit runden Granulen bedeckt. Das zweite Segment des Metasomas ist länger als breit. An den Beinen befinden sich kurze und lange einzeln stehende Setae. Das Telson ist kugelförmig, mit einer Giftblase die länger als der Giftstachel ist. Bislang wurden keine weiteren Exemplare gefunden. Aufgrund seiner Kenntnis anderer Arten der Gattung Heterometrus nimmt der Autor der Erstbeschreibung an, dass es bei Heterometrus nepalensis keinen ausgeprägten Sexualdimorphismus gibt.
Heterometrus nepalensis ähnelt der Art Heterometrus indus, unterscheidet sich aber von dieser durch ihre kürzeren und breiteren Segmente des Metasomas. Darüber hinaus ist das Vorkommen von Heterometrus indus auf Sri Lanka beschränkt, während Heterometrus nepalensis nur aus Nepal bekannt ist.

## Verbreitung und Lebensraum
Die Terra typica von Heterometrus nepalensis ist das „Island Jungle Resort“ im Westen des Chitwan-Nationalparks (27° 33′ 0″ N, 84° 20′ 0″ O). Der Chitwan-Nationalpark wurde wegen seiner einzigartigen Flora und Fauna mit zahlreichen endemischen Arten in das UNESCO-Weltnaturerbe aufgenommen. Der Nationalpark ist von dichter und abwechslungsreicher Vegetation geprägt.

## Systematik

### Erstbeschreibung
Die Erstbeschreibung erfolgte durch den tschechischen Arachnologen František Kovařík im Rahmen seiner 2004 veröffentlichten Revision der Gattung Heterometrus auf der Grundlage eines einzigen Sammlungsexemplars. Der Holotyp ist ein bereits 1993 gesammelter 83 Millimeter langer adulter männlicher Skorpion. Er befindet sich in der Sammlung von František Kovařík in Prag.

### Etymologie
Der Artname bezieht sich auf Nepal als Fundort des Holotyps. Heteromentrus nepalensis ist die erste aus Nepal beschriebene Art der Skorpione.